# Brešca
Brešca su naselje u Hrvatskoj u sastavu općine Matulja. Nalaze se u Primorsko-goranskoj županiji.

## Zemljopis
Sjeverozapadno je Veli Brgud, sjeverno je Mali Brgud, sjeveroistočno su Ružići, istočno su Permani, jugoistočno su Mučići i Jurdani, zapadno su Zaluki, jugozapadno je Zvoneće.

## Stanovništvo
| broj stanovnika |       |       | 150   | 161   | 156   | 165   |       |       | 151   | 144   | 124   | 124   | 117   | 113   | 119   | 159   | 171   |
|                 | 1857. | 1869. | 1880. | 1890. | 1900. | 1910. | 1921. | 1931. | 1948. | 1953. | 1961. | 1971. | 1981. | 1991. | 2001. | 2011. | 2021. |